# Bureau d'enquête sur les accidents aériens
Un bureau d'enquête sur les accidents aériens est un organisme gouvernemental d'un pays, chargé d'enquêter sur les accidents ou incidents graves d'aéronefs, d'en déterminer les causes et de publier un rapport d'enquête.
L'enquête de sécurité en cas d'accident ou d'incident grave est rendue obligatoire pour les États par l'article 26 de la convention de Chicago de l'OACI, signée le 7 décembre 1944 ; le sujet est précisé par l'annexe 13, adoptée le 11 avril 1951,. D'autre part, le règlement européen UE 996/2010 du 20 octobre 2010 est applicable en Europe.
Les textes internationaux demandent une indépendance des organismes d'enquête avec les autorités des Etats, afin que celles-ci ne puissent pas interférer avec la réalisation des enquêtes de sécurité ou la détermination des causes.

## Liste
- Afrique du Sud : South African Civil Aviation Authority (SACAA)
- Algérie : Ministère des Transports

- Allemagne : Bundesstelle für Flugunfalluntersuchung (BFU)
- Australie : Australian Transport Safety Bureau (ATSB)
- Argentine : Junta de Investigación de Accidentes de Aviación Civil (JIAAC)
- Belgique : Service public fédéral Mobilité et Transports
- Bénin : Ministère des Infrastructures et des Transports
- Brésil : Centro de Investigação e Prevenção de Acidentes Aeronáuticos (CENIPA)
- Cameroun : Autorité aéronautique du Cameroun (CCAA)
- Canada : Bureau de la sécurité des transports du Canada (BST)
- Chine : Administration de l'aviation civile de Chine (CAAC)
- Colombie : Unidad Administrativa Especial de Aeronáutica Civil (Aerocivil)
- Comores: Agence nationale de l'aviation civile et de la météorologie (ANACM)
- Corée du Sud : Aviation and Railway Accident Investigation Board (ARAIB)
- Côte d'Ivoire : Autorité nationale de l'aviation civile (ANAC)
- Danemark : Havarikommissionen for Civil Luftfart og Jernbane (HCLJ)
- Égypte : Ministry of Civil Aviation of Egypt (MCA)
- Espagne : Comisión de Investigación de Accidentes e Incidentes de Aviación Civil (CIAIAC)
- États-Unis : National Transportation Safety Board (NTSB)
- Éthiopie : Ethiopian Civil Aviation Authority (ECAA)
- Finlande : Onnettomuustutkintakeskus (OTKES - SIAF)
- France : Bureau d'enquêtes et d'analyses pour la sécurité de l'aviation civile (BEA)
- Gabon : Bureau d'enquêtes incidents et accidents d'aviation (BEIAA)
- Guatemala : Seccion de Investigación de Accidentes
- Hong Kong : Civil Aviation Department (CAD)
- Indonésie : Komite Nasional Keselamatan Transportasi (KNKT - NTSC)
- Irlande : Air Accident Investigation Unit (AAIU)
- Italie : Agenzia Nazionale per la Sicurezza del Volo (ANSV)
- Japon : Japan Transport Safety Board (JTSB)
- Luxembourg : Administration des enquêtes techniques (AET)
- Maroc : Bureau d'Enquêtes et d'Analyse d'Accidents d'Aviation Civile (BEAM)
- Mexique : Agencia Federal de Aviación Civil (AFAC)
- Nouvelle-Zélande : Transport Accident Investigation Commission (TAIC)
- Norvège : Statens havarikommisjon for transport (SHT - AIBN)
- Pays-Bas : Onderzoeksraad voor Veiligheid (OVV - DSB)
- Portugal : Gabinete de Prevenção e Investigação de Acidentes com Aeronaves (GPIAA)
- République démocratique du Congo : Bureau Permanent d’Enquêtes d’Accidents et Incidents d’Aviation (BPEA)
- Royaume-Uni : Air Accidents Investigation Branch (AAIB)
- Russie : Interstate Aviation Committee (IAC - MAK)
- Sénégal : Bureau d'enquête et d'analyse pour la sécurité de l'aviation civile (BEA)
- Singapour : Air Accident Investigation Bureau of Singapore (AIIBS)
- Suède : Statens haverikommission (SHK)
- Suisse : Service suisse d'enquête de sécurité (SSES)
- Taïwan : Taiwan Transportation Safety Board (TTSB)
- Tunisie : Ministère du Transport (DGAC)
- Venezuela : Junta Investigadora de Accidentes de Aviación Civil (JIAAC)